# Потік (притока Тясмину)
Поті́к (Полуднівка, Сріблянка) — річка в Черкаській області Україні, права притока Тясмину.
Річка бере початок з напівпересохлого струмка на південний схід від села Головківка, тече по території Черкаського району на північний схід. На річці збудовано 3 ставки, два з яких в селі Полуднівка, а ще один поблизу витоку на південний схід від Головківки. У ХІХ ст. на річці існувало 12 ставків - по 6 на ділянках сіл Полуднівки та Новоселиці. Впадає в Тясмин північніше села Новоселиця в урочищі Берестове.
Долина річки підтрикутна (завширшки до 0,5 км), глибока (в десятки метрів), з високими крутими правими і лівими схилами, розчленованими ярами. Заплава майже відсутня, подекуди є заболочені ділянки завширшки 10—20 м, береги заліснені та розорані. Похил річки близько 10 м/км. Річище слабо-звивисте, ширина 0,5—2 м, у нижній течії, в долині Тясмину, каналізоване. Живлення снігове і дощове. Навесні повновода, влітку іноді пересихає в нижній течії.
Над річкою розташовані села Полуднівка та Новоселиця, а над її правими притоками - Рублівка та Чмирівка.
Назва Потік відома ще з документів XVIII століття, друга назва побутує паралельно нині у селі Полуднівка, третя - у Новоселиці паралельно з першою. На берегах річки розташовані поселення Молюхів Бугор середньостогівської культури (IV тисячоліття до н. е.) і Десятини ямної культури (III тисячоліття до н. е.), розкопки яких ведуться майже щороку черкаськими археологами ще з 1990-их років, а також поселення скіфського часу (IV століття до н. е.) Панський Острів і черняхівської культури (IV століття н. е.).